# Tryksag
En tryksag er et masseproduceret grafisk produkt, f.eks. en bog, et magasin, en plakat, et postkort eller en folder. Undertiden medregnes også aviser. 
Betegnelsen tryksag anvendes dog særligt om materiale, der distribueres gratis, ofte i markedsføringsøjemed, f.eks. tilbudsaviser. Den form for tryksager nød indtil 1989 særstatus hos postvæsenet, der distribuerede dem til særligt lave takster mod at omdelingen til gengæld foregik over flere dage. Sådan foregår det stadig, selvom tryksager i nogle postale sammenhænge i dag kaldes for adresseløse forsendelser, og Post Danmark har ikke længere monopol på at omdele disse.